# Dark Matter (serie televisiva 2015)
Dark Matter è una serie televisiva di fantascienza trasmessa dalla rete via cavo statunitense Syfy dal 12 giugno 2015 al 25 agosto 2017.
Si tratta di una space opera ideata da Joseph Mallozzi e Paul Mullie, i quali avevano già pubblicato per l'editore Dark Horse Comics, la storia narrata nel 2012 in un omonimo fumetto.

## Trama
Sei persone apparentemente prive di qualsiasi legame si risvegliano improvvisamente su una nave spaziale in mezzo allo spazio. La memoria di ognuno di loro è completamente cancellata e nessuno sa come sono arrivati su quella nave o dove siano nello spazio e tanto meno quale sia il proprio nome. L'unico indizio che hanno a disposizione è un carico di armi nella stiva della nave e una destinazione: una colonia mineraria sull'orlo di una guerra. Senza sapere da che parte stanno, dovranno affrontare decisioni che potrebbero portarli a scoprire chi sono e perché sono lì prima che il passato li raggiunga.

## Episodi
| Stagione         | Episodi | Prima TV USA | Prima TV Italia |
| ---------------- | ------- | ------------ | --------------- |
| Prima stagione   | 13      | 2015         | inedita         |
| Seconda stagione | 13      | 2016         | inedita         |
| Terza stagione   | 13      | 2017         | inedita         |

## Personaggi e interpreti

### Personaggi principali
- Uno, Jace Corso, Derrick Moss interpretato da Marc Bendavid.
- Due, Rebecca, Portia Lin, interpretata da Melissa O'Neil.
- Tre, Marcus Boone, interpretato da Anthony Lemke.
- Quattro, Ryo Tetsuda, Ishida Ryo, interpretato da Alex Mallari Jr.
- Cinque, Das, Emily Kolburn, interpretata da Jodelle Ferland.
- Sei, Griffin Jones, Kal Varrick interpretato da Roger Cross.
- L'androide, interpretata da Zoie Palmer.
- Nyx Harper (stagione 2), interpretata da Melanie Liburd.

### Personaggi ricorrenti
- Tabor Calchek, interpretato da David Hewlett.
- Il generale, interpretato da Andrew Jackson.
- Tenente Anders, interpretato da Jeff Teravainen.
- Comandante Delaney Truffault, interpretata da Torri Higginson.
- Ispettore capo Shaddick (stagione 2), interpretata da Franka Potente.
- Misaki Han (stagione 2), interpretata da Ellen Wong.
- Arax Nero (stagione 2), interpretato da Mike Dopud.
- Devon Taltherd (stagione 2), interpretato da Shaun Sipos.

## Produzione
Joseph Mallozzi e Paul Mullie, già sceneggiatori del franchise televisivo Stargate, originariamente idearono la storia pensando di farne una serie televisiva; tuttavia, in attesa dell'interessamento di un network televisivo, decisero prima di pubblicarla sotto forma di fumetto, Dark Matter, composto da quattro numeri pubblicati nel 2012 dalla Dark Horse Comics. Il 15 ottobre 2014 Syfy annunciò di averne acquistato i diritti televisivi, ordinando la produzione di tredici episodi; le riprese sono iniziate nei pressi di Toronto nel mese di gennaio 2015.
Il 1º settembre 2015 la serie è stata rinnovata per una seconda stagione, composta come la prima da 13 episodi. Il 1º settembre 2016 è stata rinnovata anche per una terza stagione. Il 1º settembre 2017 Syfy ha deciso di non rinnovare la serie per una quarta stagione.